# Magoar
Magoar (bretonisch Magor) ist eine französische Gemeinde mit 75 Einwohnern (Stand: 1. Januar 2022) im Département Côtes-d’Armor in der Region Bretagne. Sie gehört zum Arrondissement Guingamp und zum Kanton Callac. Die Einwohner werden Magoariens/Magoariennes genannt.

## Geographie
Magoar liegt etwa 33 Kilometer südwestlich von Saint-Brieuc.

## Bevölkerungsentwicklung
| Magoar: Einwohnerzahlen von 1793 bis 2016                                                                                  | Magoar: Einwohnerzahlen von 1793 bis 2016 | Magoar: Einwohnerzahlen von 1793 bis 2016 | Magoar: Einwohnerzahlen von 1793 bis 2016 | Magoar: Einwohnerzahlen von 1793 bis 2016 |
| --- | ----------------------------------------- | ----------------------------------------- | ----------------------------------------- | ----------------------------------------- |
| Jahr |                                           |                                           |                                           | Einwohner                                 |
| 1793 | 1793                                      |                                           | 425                                       | 425                                       |
| 1800 | 1800                                      |                                           | 402                                       | 402                                       |
| 1806 | 1806                                      |                                           | 434                                       | 434                                       |
| 1821 | 1821                                      |                                           | 321                                       | 321                                       |
| 1831 | 1831                                      |                                           | 435                                       | 435                                       |
| 1836 | 1836                                      |                                           | 428                                       | 428                                       |
| 1841 | 1841                                      |                                           | 421                                       | 421                                       |
| 1846 | 1846                                      |                                           | 453                                       | 453                                       |
| 1851 | 1851                                      |                                           | 459                                       | 459                                       |
| 1856 | 1856                                      |                                           | 436                                       | 436                                       |
| 1861 | 1861                                      |                                           | 447                                       | 447                                       |
| 1866 | 1866                                      |                                           | 404                                       | 404                                       |
| 1872 | 1872                                      |                                           | 369                                       | 369                                       |
| 1876 | 1876                                      |                                           | 463                                       | 463                                       |
| 1881 | 1881                                      |                                           | 414                                       | 414                                       |
| 1886 | 1886                                      |                                           | 452                                       | 452                                       |
| 1891 | 1891                                      |                                           | 459                                       | 459                                       |
| 1896 | 1896                                      |                                           | 472                                       | 472                                       |
| 1901 | 1901                                      |                                           | 461                                       | 461                                       |
| 1906 | 1906                                      |                                           | 384                                       | 384                                       |
| 1911 | 1911                                      |                                           | 403                                       | 403                                       |
| 1921 | 1921                                      |                                           | 365                                       | 365                                       |
| 1926 | 1926                                      |                                           | 359                                       | 359                                       |
| 1931 | 1931                                      |                                           | 392                                       | 392                                       |
| 1936 | 1936                                      |                                           | 348                                       | 348                                       |
| 1946 | 1946                                      |                                           | 276                                       | 276                                       |
| 1954 | 1954                                      |                                           | 254                                       | 254                                       |
| 1962 | 1962                                      |                                           | 256                                       | 256                                       |
| 1968 | 1968                                      |                                           | 220                                       | 220                                       |
| 1975 | 1975                                      |                                           | 172                                       | 172                                       |
| 1982 | 1982                                      |                                           | 155                                       | 155                                       |
| 1990 | 1990                                      |                                           | 114                                       | 114                                       |
| 1999 | 1999                                      |                                           | 96                                        | 96                                        |
| 2006 | 2006                                      |                                           | 90                                        | 90                                        |
| 2011 | 2011                                      |                                           | 88                                        | 88                                        |
| 2016 | 2016                                      |                                           | 85                                        | 85                                        |
| Quelle(n): EHESS/Cassini bis 1999, INSEE ab 2006 Anmerkung(en): Ab 1962 offizielle Zahlen ohne Einwohner mit Zweitwohnsitz |                                           |                                           |                                           |                                           |

## Sehenswürdigkeiten
- Kirche Saint-Gildas aus dem 16. und 17. Jahrhundert mit Passionsfenster (seit 1929 als Monument historique klassifiziert)

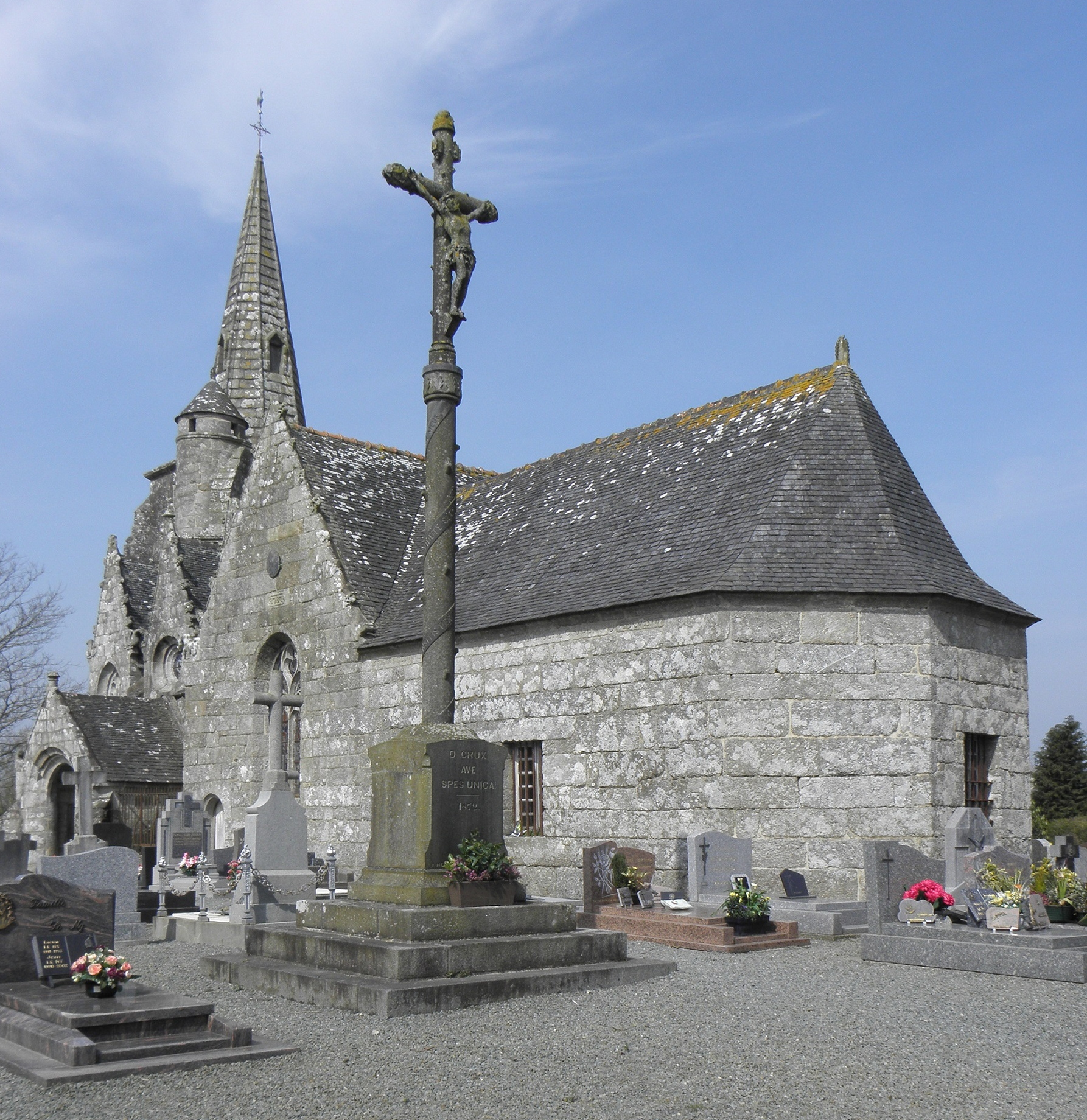
Kirche Saint-Gildas
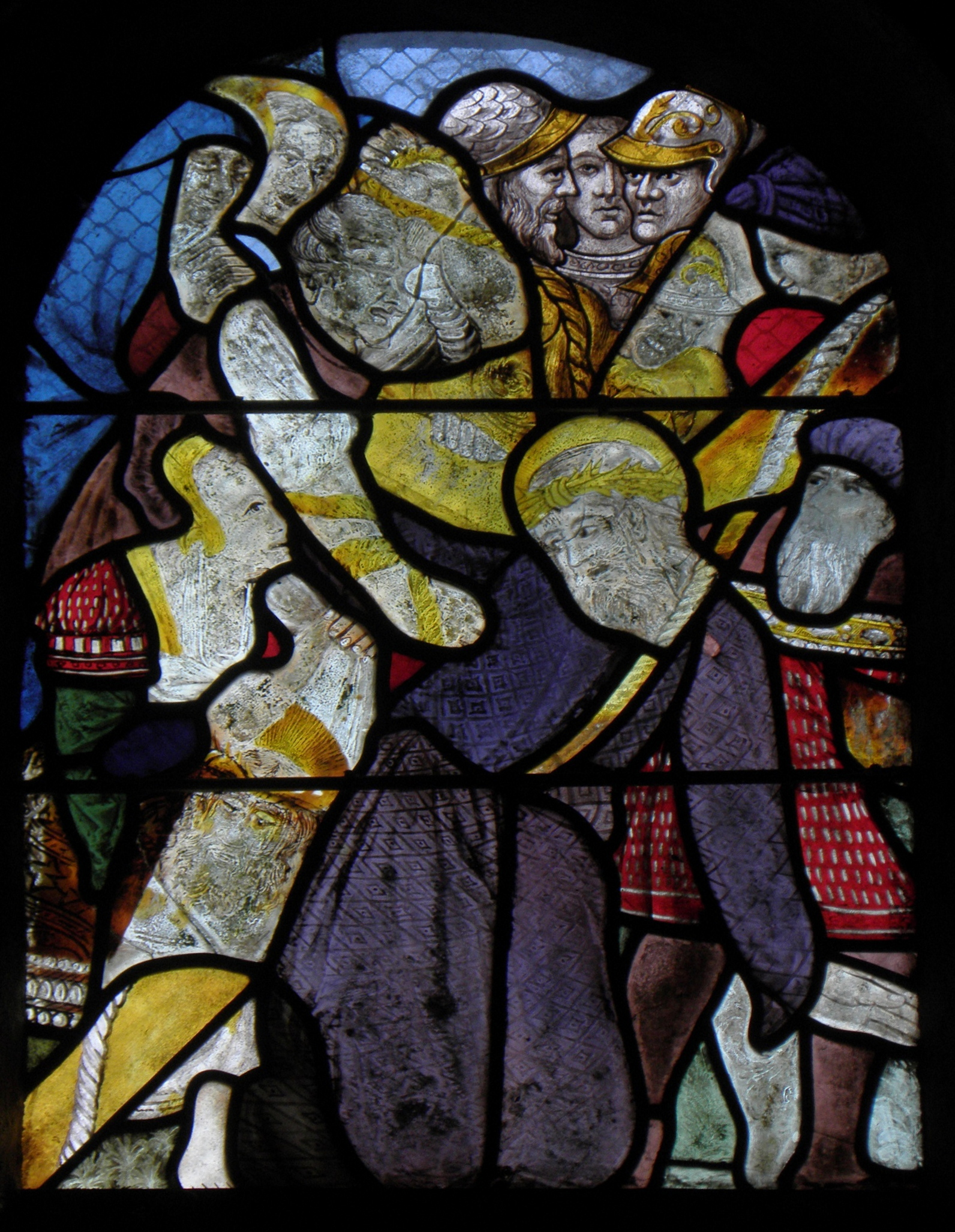
Passionsfenster – Jesus trägt das Kreuz